# Championnat du Liban de football 2003-2004
Navigation
Saison précédente Saison suivante
La saison 2003-2004 du Championnat du Liban de football est la quarante-quatrième édition du championnat de première division au Liban. Les douze meilleurs clubs du pays sont regroupés au sein d'une poule unique où ils s'affrontent deux fois au cours de la saison, à domicile et à l'extérieur. À l'issue de la compétition, les trois derniers du classement sont relégués et remplacés par les deux meilleures équipes de deuxième division, le championnat passant à 11 clubs la saison prochaine (la première division est réduite de 12 à 10 clubs sur deux saisons).
C'est le Nejmeh SC qui est sacré cette saison après avoir terminé en tête du classement final, avec sept points d'avance sur Al Ahed Beyrouth et dix-neuf sur le tenant du titre, l'Olympic Beyrouth. C'est le cinquième titre de champion du Liban de l'histoire du club, qui manque le doublé en s'inclinant en finale de la Coupe du Liban face à Al Ahed.

## Les clubs participants
| - Al Ansar - Safa Beyrouth - Salam Zgharta - Nejmeh SC - Club Sagesse - Homenmen Beyrouth - Promu de D2 | - Shabab Al Sahel - Olympic Beyrouth - Al Tadamon Tyr - Al Mabarrah Beyrouth - Al Ahed Beyrouth - Homenetmen Beyrouth - Promu de D2 |

## Compétition

### Classement
Le barème utilisé pour établir le classement est le suivant :
- Victoire : 3 points
- Match nul : 1 point
- Défaite : 0 point

| Rang | Équipe               | Pts | J  | G  | N  | P  | Bp | Bc | Diff |
| ---- | -------------------- | --- | -- | -- | -- | -- | -- | -- | ---- |
| 1    | Nejmeh SC            | 54  | 22 | 17 | 3  | 2  | 67 | 18 | +49  |
| 2    | Al Ahed BeyrouthC    | 47  | 22 | 14 | 5  | 3  | 39 | 20 | +19  |
| 3    | Olympic BeyrouthT    | 35  | 22 | 10 | 5  | 7  | 32 | 27 | +5   |
| 4    | Safa Beyrouth        | 31  | 22 | 7  | 10 | 5  | 32 | 34 | -2   |
| 5    | Al Mabarrah Beyrouth | 28  | 22 | 7  | 7  | 8  | 27 | 26 | +1   |
| 6    | Al Ansar             | 28  | 22 | 7  | 7  | 8  | 26 | 27 | -1   |
| 7    | Club Sagesse         | 27  | 22 | 7  | 6  | 9  | 28 | 31 | -3   |
| 8    | Shabab Al Sahel      | 26  | 22 | 6  | 8  | 8  | 27 | 38 | -11  |
| 9    | Al Tadamon Tyr       | 25  | 22 | 7  | 4  | 11 | 30 | 34 | -4   |
| 10   | Salam Zghorta        | 23  | 22 | 5  | 8  | 9  | 24 | 33 | -9   |
| 11   | Homenmen BeyrouthP   | 21  | 22 | 6  | 3  | 13 | 16 | 37 | -21  |
| 12   | Homenetmen BeyrouthP | 16  | 22 | 4  | 4  | 14 | 31 | 54 | -23  |

|  | Qualification pour la Coupe de l'AFC 2005                              |
|  | Relégation en deuxième division                                        |
|  | T : Tenant du titre C : Vainqueur de la Coupe du Liban P : Promu de D2 |

## Bilan de la saison
| Championnat du Liban de football 2003-2004                        |                      |
| Champion                                                          | Nejmeh SC (5e titre) |
| Coupes et trophées                                                |                      |
| Vainqueur de la Coupe du Liban 2003-2004                          | Al Ahed Beyrouth     |
| Qualifications continentales                                      |                      |
| Coupe de l'AFC 2005                                               | Nejmeh SC            |
| Coupe de l'AFC 2005                                               | Al Ahed Beyrouth     |
| Promotions et relégations                                         |                      |
| Promus en Premier League                                          | Akhaa Ahli Aley      |
| Promus en Premier League                                          | Al Rayyan Beyrouth   |
| Relégués en Championnat du Liban de football de deuxième division | Homenmen Beyrouth    |
| Relégués en Championnat du Liban de football de deuxième division | Homenetmen Beyrouth  |
| Relégués en Championnat du Liban de football de deuxième division | Salam Zghorta        |